# 大風吹
大風吹，是一種多人進行的團體遊戲（至少需要三個人）。玩遊戲者中只有一個人沒有座位（稱為鬼），大家依鬼提出的條件，符合條件的人需交換座位，而鬼也會和這些人搶座位，最後沒有座位的人是下一回合的鬼，累計幾次當最多次鬼的人算輸家。

## 玩法
這遊戲有多種版本。但玩法大致上相同，都是找一人作鬼，發號施令。其餘的人各自坐在自己的椅子上。通常椅子的擺設是圍成一圈，將鬼圍在中間。基本玩法是遊戲一開始，鬼會說大風吹，其餘的人問他吹什麼，鬼會說吹有XXX的人，擁有XXX的人要離開，和其他有XXX的人互換位置（可能是互換伴侶或椅子，但不可以兩個人不停互換），鬼也要趁機找到一張椅子坐。而最後沒有椅子的人或是遊戲中聽錯指示的人就成為下一個鬼。誰做了一定次數的鬼便算輸，可以罰唱一首歌或是表演其他才藝。
另外還有「小風吹」的玩法：鬼會說大風吹或小風吹，如果是小風吹，則沒有XXX的人要離開，與大風吹相反。

## 例子
- 鬼：大（小）風吹
- 其他玩家：吹什麼？
- 鬼：吹有戴眼鏡的人（如是大風吹，則是有戴眼鏡的人站起來換位置，如果小風吹，則是沒戴眼鏡的人站起來換位置，如果聽錯指示則當輸）